# Malý ústavní rybník
Malý ústavní rybník je rybník v okrese Strakonice v Jihočeském kraji v České republice. Nachází se severozápadně od města Vodňany ve vzdálenosti 1,5 kilometru. Leží v nadmořské výšce 395 metrů. Má rozlohu 2,1154 hektarů. V roce 1985 byl rybník vyhlášen stejnojmennou přírodní památkou z důvodu ochrany plavínu leknínovitého (Nymphoides peltata).